# Methylzinntrichlorid
Methylzinntrichlorid ist eine chemische Verbindung aus der Gruppe der zinnorganischen Verbindungen.

## Gewinnung und Darstellung
Methylzinntrichlorid kann durch Umsetzung von Zinndichlorid mit Methylchlorid in Gegenwart eines Katalysators, wie Tetraphenylphosphoniumchlorid, oder Antimontrichlorid hergestellt werden:
{\displaystyle \mathrm {SnCl_{2}\ +\ ClCH_{3}\quad {\xrightarrow[{PR_{4}Cl}]{}}\ Cl_{3}SnCH_{3}\ \ \ R=Phenyl} }
{\displaystyle \mathrm {SnCl_{2}\ +\ ClCH_{3}\quad {\xrightarrow[{SbCl_{3}}]{}}\ Cl_{3}SnCH_{3}} }
Auch kann es ohne Katalysator in hoher Ausbeute aus Zinndichlorid und Methylchlorid in einer Natriumtetrachloroaluminat-Salzschmelze bei 280 °C hergestellt werden. Gegenüber der direkten Umsetzung von geschmolzenem Zinndichlorid mit Methylchlorid ergibt sich durch die Verwendung der Salzschmelze eine höhere Reaktivität und Selektivität:.
{\displaystyle \mathrm {SnCl_{2}+\ ClCH_{3}\ {\xrightarrow[{NaAlCl_{4}}]{}}\ \ Cl_{3}SnCH_{3}\ } }

## Eigenschaften
Methylzinntrichlorid ist ein brennbarer, feuchtigkeitsempfindlicher Feststoff mit einem Flammpunkt von 41 °C. Im 119Sn-NMR-Spektrum zeigt es ein Signal bei +21 ppm. Es hat in Benzol ein Dipolmoment von 3,77 Debye.

## Sicherheitshinweise/Toxizität
Methylzinntrichlorid ist wie viele andere organische Zinnverbindungen als giftig eingestuft und muss daher mit entsprechender Vorsicht gehandhabt werden. Die toxischen Wirkung zielt insbesondere auf die Nieren und das zentrale Nervensystem, in höherer Dosis auch auf Leber, Nebennieren, Thymus, Milz, Harnblase, Hoden und Nebenhoden.